# Motta San Giovanni
Motta San Giovanni est une commune italienne de la province de Reggio de Calabre, dans la région Calabre.

## Culture
- Le château de Sant'Aniceto, forteresse byzantine.

## Administration
| Période                                  | Période | Identité | Étiquette | Qualité |
| ---------------------------------------- | ------- | -------- | --------- | ------- |
|                                          |         |          |           |         |
| Les données manquantes sont à compléter. |         |          |           |         |

### Hameaux
Lazzaro, Valanidi, Cambareri, Allai.

### Communes limitrophes
Montebello Ionico.